# 스캴드메르

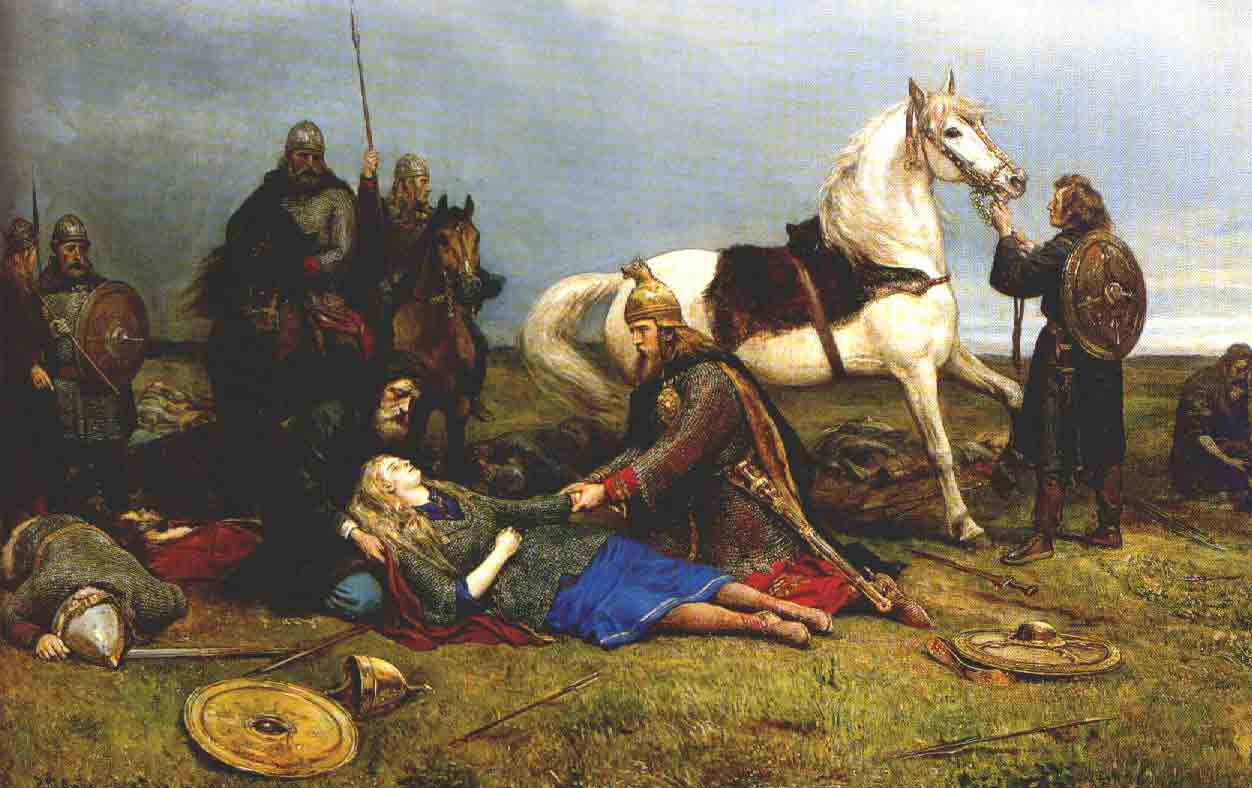
훈족과의 전투 후 죽어가는 여전사 헤르보르.

스캴드메르(고대 노르드어: skjaldmær, 덴마크어: skjoldmø 스크욜드모[*], 노르웨이어: skjoldmøy 스크욜드모이[*], 스웨덴어: sköldmö 스쾰드뫼[*])는 스칸디나비아 민속 및 신화에 나오는 여성 전사들이다. 그 이름을 직역하면 "방패처녀"(독일어: Schildmaid 실트마이트[*], 영어: shieldmaiden 쉴드메이든[*])라는 뜻이다.
《헤르보르와 헤이드레크의 사가》, 《데인인의 사적》 등에서 그 존재가 언급된다. 북유럽 이외에도 고트족, 킴브리족, 마르코만니족 등 다른 게르만족들에서도 유사한 이야기들이 발견된다. 신화의 발키리는 스캴드메르를 기반으로 창작된 존재일 수 있다. 사료를 보면 로마인들이 싸운 게르만족 가운데 여자들도 있었다는 기록들이 굉장히 드물지만 존재한다. 중세 초기 바이킹 시대에도 동로마 측 기록들에 보면 바랑인들 가운데 무장한 여성들이 있었다는 기록들이 있다. 또한 노르드인 고분들에서 무기류를 껴묻거리로 갖는 여성 유골들이 발굴된 사례들도 있다.
하지만 이런 사례들이 예외적인 경우에 불과하지 않고 남자들과 같이 훈련받은 정규적 여전사 집단으로서 스캴드메르가 실존했음을 의미하는 것인지에 대해서는 아직까지도 정설이 없으며 논쟁이 계속되고 있다. Lars Magnar Enoksen Britt-Mari Näsström 등은 스캴드메르의 존재를 긍정하지만, Judith Jesch 등은 증거가 부족하다며 회의적 입장에 있다. Judith Jesch와 Jenny Jochens는 사가문학에 등장하는 스캴드메르 캐릭터들이 대부분 비명횡사를 당하거나 전통적인 여성의 성역할로 돌아가는 결말을 맞는 것은 오히려 바이킹 사회에서 여전사라는 개념이 부정적 존재였다는 방증이라고 본다. 에르기 개념에서 보듯이 바이킹 사회는 성역할 비순응에 굉장히 적대적인 사회였다. Kathleen M. Self 는 스캴드메르가 일종의 제3의 젠더였고, 남성과 결혼하면 스캴드메르 젠더를 잃고 여성 젠더로 트랜지션 되는 것이라는 해석을 제기하기도 했다. 이에 따르면 발키리 역시 같은 존재이며 발키리들이 남성 영웅과 결혼해서 아내가 되면 신통력과 전투력을 잃어버리는 것은 스캴드메르에서 여성으로의 트랜지션을 표상하는 것이다.

## 같이 보기
- 여전사 목록